# Jinxiu Lu
Jinxiu Lu (chiń. 锦绣路站) – stacja metra w Szanghaju, na linii 7. Zlokalizowana jest pomiędzy stacjami Yanggao Nan Lu i Fanghua Lu. Została otwarta 5 grudnia 2009.